# Global Location Number
El código GLN o Global Location Number es una de las claves de identificación de los estándares GS1 el cual es usado para identificar de forma única y no ambigua cada una de las localizaciones físicas o digitales, entidades legales de las empresas, así como un almacén, una plataforma de recepción o una compañía entera.
Cualquier empresa miembro de alguna de las entidades de GS1 puede utilizar todos los GLNs que necesite para identificar sus diferentes ubicaciones.

## Estructura GLN
Para qué sirve el número GLN
El GLN es utilizado en sistemas de intercambio electrónico de datos como EDI, GDSN o EPCIS, ya que permite una forma de identificación no ambigua de cada empresa o localización. Por lo que únicamente con el GLN se puede conocer la empresa, ubicación o centro como un punto operacional que interviene en una transacción comercial dentro del sistema de información a lo largo de toda la cadena de valor.
- Identificación única e inequívoca y global de una empresa o ubicación
- Permite una intercomunicación más sencilla y eficiente entre empresas
- Permite el intercambio electrónico de datos (EDI, GDSN o EPCIS)

Cómo se genera el GLN
Este código se compone de 13 dígitos en total y se estructura en tres partes:
- Prefijo GS1 de empresa (de 7 a 10 dígitos)
- Contador de localizaciones (hasta completar los 12 dígitos)
- Dígito de control, calculable en: Cálculo de Dígito de Control GTIN seleccionando GLN como tipología de código